# Chronochromie

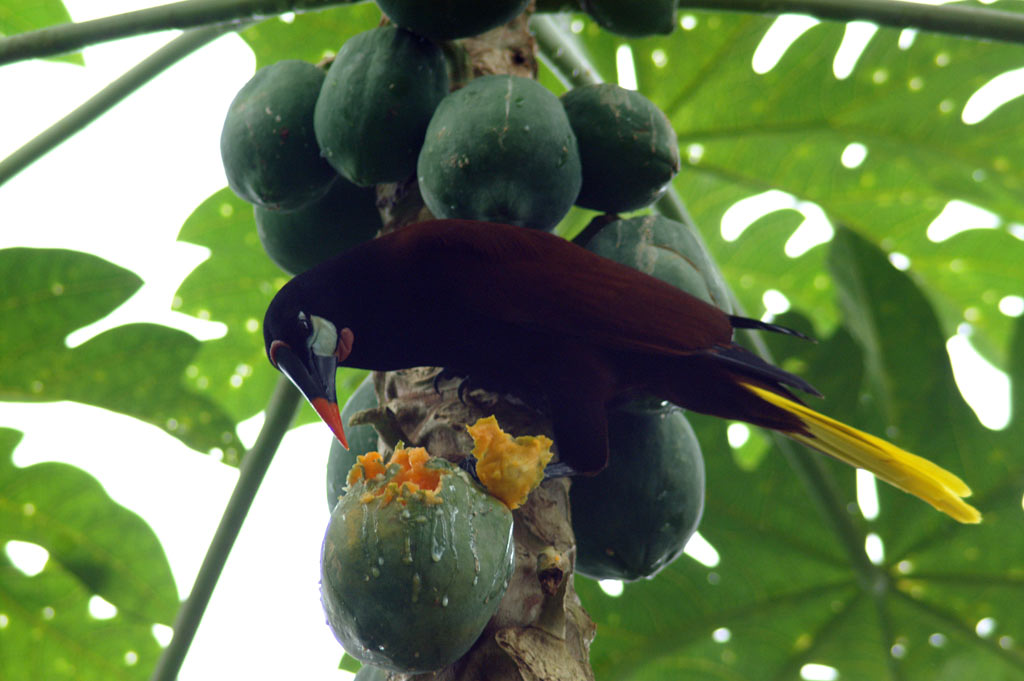
Oropendola de Montezuma

Chronochromie est une œuvre pour grand orchestre d'Olivier Messiaen composée entre l'été 1959 et 1960. Elle comporte sept mouvements. C'est une commande d'Heinrich Strobel (sa seconde après Réveil des oiseaux en 1953), directeur du festival de Donaueschingen passée en 1959 au compositeur. 

## Création
L'œuvre a été donnée en première audition le 16 octobre 1960 au Festival de Donaueschingen par l'orchestre du Südwestfunk Baden-Baden, dirigé par Hans Rosbaud.

## Effectif de l'orchestre
4 flûtes, 3 hautbois, 4 clarinettes, 3 bassons, 4 cors, 4 trompettes, 3 trombones, tuba, 3 percussions, cordes, 16 premiers violons, 16 seconds violons,  14 altos, 12 violoncelles, 10 contrebasses.

## Durée
Environ 24 minutes.

## Commentaire
Chronochromie repose sur un double matériau sonore et temporel. Le matériau temporel ou rythmique utilise 32 durées différentes, traitées en interversions symétriques, toujours dans le même ordre. Les permutations ainsi obtenues sont entendues soit seules, soit fragmentées, soit superposées 3 par 3. Toutes ne sont pas employées. Le matériau sonore ou mélodique utilise des chants d’oiseaux de France, de Suède, du Japon, et du Mexique. Il utilise aussi des bruits d’eau (cascades et torrents de montagne) notés dans les Alpes françaises. Les mélanges de sons et de timbres, très complexes, restent au service des durées, qu’ils doivent souligner en les colorant. La couleur sert donc à manifester les découpages du Temps. D’où le titre :  chronochromie  (du grec Kronos = temps, et Krôma = couleur).

## Mouvements
1. Introduction
2. Strophe I
3. Antistrophe I
4. Strophe II
5. Antistrophe II
6. Épode
7. Coda

## Analyse

### Introduction
Effets d’orchestre extrêmement changeants, les timbres sont constamment renouvelés. Chant de deux oiseaux japonais : le kibitaki (ou gobemouche narcisse), L’uguisu (ou bouscarle du Japon). L’introduction termine par les cris puissants du pygargue (aigle marin), d’envergure énorme, que l’on trouve en Suède. 

### Strophe I
C’est ce passage qui a décidé du titre de l’œuvre. On y entend, superposées, 3 permutations symétriques des 32 durées. Les durées y sont colorées de trois façons : 
1) par des contrepoints mélodiques : il s’agit de chants d’oiseaux français confiés aux bois et aux claviers : la rousserolle verderolle aux clarinettes, la fauvette à tête noire aux flûtes, le troglodyte au glockenspiel, la sittelle au xylophone, l’hypolaïs ictérine aux bassons, cor anglais, hautbois, petite clarinette. 
2) Par trois timbres métalliques : a) gongs b) cloches c) cymbale suspendue, cymbale chinoise, tam-tam. 
3) Par des styles d’accords aux colorations diverses, appliquées systématiquement à chaque permutation. Pour la permutation supérieure : « accords tournants » - pour la permutation médiane : « accords sur dominante » - pour la permutation inférieure : « accords à résonance contractée ». Tout cela est joué par 22 cordes soli.

### Antistrophe I
Elle oppose continument la grive musicienne (toujours confiée à l’ensemble des bois) et l’alouette des champs. Pour rendre son timbre extraordinaire, chaque note est pourvue d’un accord différent, de coloration différente. Il y a donc une multitude d’accords. Le chant de la grive musicienne se caractérise par de courtes strophes, fortement rythmées, répétées 3 fois à la manière d’une incantation. L’alouette des champs est toujours confiée aux xylophone et marimba, ponctués par les cloches et accompagnés d’une poussière de sons (trille de cymbale suspendue, sons harmoniques des violons, altos, violoncelles).
L’attaque percutée, l’acuité, la rapidité des xylophones et marimba rendent bien le délire mélodique, le grésillement de joie, et les strophes qui s’élèvent et plafonnent sur une dominante aiguë, tels qu’on les entend au printemps, quand l’Alouette chante en plein ciel au-dessus des champs de blé. 
Après une lente mélodie répandue sur toutes les cordes – et un puissant choral des cuivres – 3 nouvelles permutations symétriques des 32 durées se mêlent à une mélodie de timbres et à divers chants d’oiseaux, tous du Mexique. Ce sont : le solitaire ardoisé, le moqueur des tropiques, le saltator grisâtre, le moqueur bleu du Mexique et le fameux oropendola de Montezuma dont les traits en arpèges tournoyants sont d’une extrême difficulté pour les violonistes.

### Antistrophe II
Ce sont les mêmes éléments que dans la Strophe 1 et l’antistrophe 1, mais avec une autre musique. La Coda se servira aussi des éléments de l’Introduction, dans un autre ordre, et avec une autre musique.

### Épode
Comme dans les chœurs grecs, elle est totalement différente de tout le reste. D’abord comme matière instrumentale puisqu’elle ne comporte que 18 cordes soli : 6 premiers violons, 6 seconds violons, 4 altos, 2 violoncelles. Ensuite comme rythme, puisqu’elle est le seul passage où l’auteur abandonne les permutations des 32 durées. Enfin, comme musique : plus de colorations, plus d’accords, uniquement des chants d’oiseaux de France, combinés en contrepoint. C’est un contrepoint à 18 voix réelles, d’une totale liberté. On y entend des merles noirs, des fauvettes des jardins, des loriots, des chardonnerets, des pinsons, un pouillot véloce, un bruant jaune, une fauvette grisette, une fauvette babillarde, un verdier, un rossignol, une linotte. 

## Discographie
- The Cleveland Orchestra, direction Pierre Boulez (+ Et exspecto resurrectionem mortuorum, La Ville d'en-haut) Deutsche Grammophon